# Eksplozja (film 1994)
Eksplozja – amerykański film sensacyjny z 1994 z Jeffem Bridgesem i Tommy Lee Jonesem w rolach głównych.

## Fabuła
Irlandzki terrorysta Ryan Gaerity, specjalista w dziedzinie ładunków wybuchowych, ucieka z więzienia w Irlandii Północnej po 20 latach odbywania kary pozbawienia wolności. Trafia do Stanów Zjednoczonych, gdzie spędza rok. Jimmy Dove, również Irlandczyk z pochodzenia, jest doświadczonym członkiem brygady saperów w Bostonie. Gaerity przypadkowo ogląda w telewizji reportaż o bohaterskim wyczynie sapera Dove'a, po czym rusza śladem Dove'a do Bostonu. Tam podejmuje z nim i jego brygadą saperów śmiertelną grę, m.in. osacza jego żonę i córkę. Okazuje się, że Dove w przeszłości zmienił tożsamość. W dawnej przeszłości był irlandzkim terrorystą z Belfastu i bliskim znajomym Gaerity'ego. Wówczas udaremnił zamach Gaerity'ego, w którym mieli zginąć niewinni ludzie, a ostatecznie zginęła siostra Gaerity'ego. Przypadkowe natknięcie się Gaerity'ego na Dove'a dało możliwość zemsty. Dove staje przed zadaniem zidentyfikowania, a po dokonaniu tego, odnalezienia i unieszkodliwienia terrorysty. Gaerity znajduje sobie kryjówkę na starym, opuszczonym statku w porcie. Zamienia statek w naszpikowaną ładunkami wybuchowymi pułapkę i w końcu sam ginie w jego eksplozji.

## Obsada
- Jeff Bridges – Jimmy Dove/Liam McGivney
- Tommy Lee Jones – Ryan Gaerity
- Lloyd Bridges – Max O'Bannon
- Forest Whitaker – Anthony Franklin
- Suzy Amis – Kate Dove
- Stephi Lineburg – Lizzie
- John Finn – kapitan Fred Roarke
- Caitlin Clarke – Rita
- Christofer de Oni – Cortez
- Loyd Catlett – Bama
- Ruben Santiago-Hudson – Blanket
- Cuba Gooding Jr. – saper

## Zdjęcia
Zdjęcia do filmu realizowane były na terenie amerykańskiego stanu Massachusetts.